# پاک میونگ سوک
پاک میونگ سوک (انگلیسی: Paek Myong-suk؛ زادهٔ ۲۴ فوریهٔ ۱۹۵۴) بازیکن والیبال اهل کره شمالی بود.